# Трансаляска
„Трансаляска“ (на английски: Trans-Alaska Pipeline System) е главен нефтопровод в САЩ, свързващ нефтените находища в Северна Аляска с морското пристанище в град Валдез, от където нефтът се превозва до Континентална Америка за рафиниране.
Изграждането на тръбопровода представлява значително предизвикателство поради голямото разстояние и неблагоприятните природни условия. На няколко пъти тръбопроводът е повреждан в резултат от земна активност. От откриването му през 1977 г. по него са превозени повече от 15 милиарда барела нефт. По този нефтопровод преминават приблизително 20 % от годишния американски нефтодобив.

## Построяване
През 1968 г. в залива Прудое в Арктическия океан е открит нефт. Стига се до извода, че тръбопроводът е единствената възможност нефтът да бъде транспортиран до най-близкото пристанище, което не замръзва – в град Валдез, отдалечен на почти 1300 км (800 мили). Нефтодобивните компании сформират Консорциум Аляска и слагат начало на компания, която да проектира, построи и поддържа тръбопровода. Американският президент Ричард Никсън подписва разрешение за тръбопровода на 16 ноември 1973 г.
Въпреки че той в действителност е дълъг 1286 км (799 мили), обикновено се приема, че дължината му е 1300 км. Тръбата на нефтопровода е с диаметър 1,22 м (48 инча) и е построена от 27 март 1975 до 31 май 1977 г. за около 8 милиарда щатски долара. Тръбата е сглобена на 6 секции от 5 строителни компании, чиито работници достигат 21 000 души в пиковите периоди; 31 работници загиват в строителни инциденти.
Целият маршрут от 1286 км (799 мили) поставя големи проблеми. В резултат от враждебните природни условия, необходимостта да се пресекат 3 планински вериги и много реки, вечната замръзналост на Аляска повече от половината тръбопровод е повдигнат над терена, вместо да бъде закопан. В продължение на 5 години преди началото на строителните работи теренът е картографиран и са правени геоложки проучвания. По време на строителството периодично са викани археологически групи да описват правените разкрития.